# Zhongnanshan-Tunnel
Der Zhongnanshan-Tunnel (chinesisch 秦岭终南山公路隧道, Pinyin Qínlǐng Zhōngnánshān Gōnglùsuìdào) ist ein zwischen 2002 und 2007 gebauter gut 18 km langer Autobahntunnel in der Volksrepublik China.
Er ist Teil der Autobahn zwischen Xi’an und Ankang im Süden der zentralchinesischen Provinz Shaanxi. Der Tunnel unterquert das Qin-Ling-Gebirge im Bereich des Zhongnanshan und verbindet das Einzugsgebiet des Gelben Flusses im nördlichen Teil Chinas mit dem des Jangtse im Süden des Landes.
Die Planungen für den Zhongnanshan-Tunnel begannen in den 1990er Jahren, Baubeginn war März 2002. Am 20. Januar 2007, zwei Jahre früher als geplant, konnte das aus zwei Röhren bestehende Bauwerk eröffnet werden. Die Baukosten betrugen rund 330 Millionen Euro.
Mit exakt 18.040 Metern ist der Zhongnanshan-Tunnel der zweitlängste Autobahntunnel und nach dem Lærdalstunnel in Norwegen und dem Yamate-Tunnel in Tokio der drittlängste Straßentunnel der Welt. Auf einer Länge von etwa 4 km befindet er sich mehr als 1000 m unter der Oberfläche des Zhongnanshan, die maximale Tiefe beträgt 1640 m. Der Tunnel hat drei Lüftungsschächte.